# Múm
Múm és un grup de música experimental originat l'any 1997 a Islàndia. La seva música es caracteritza per unes veus suaus i melòdiques, nombrosos efectes electrònics i l'ús d'instruments poc convencionals. El grup ha patit diversos canvis de formació durant la seva trajectòria.

## Història
El grup va ser format l'any 1997 com un duo, els membres del qual eren Gunnar Örn Tynes i Örvar Þoreyjarson Smárason. Poc després es van unir a la banda les bessones Gyða i Kristín Anna Valtýsdóttir.
L'any 2000 es va publicar el seu primer àlbum (Yesterday Was Dramatic-Today is OK), i el 2002 va sortir a la venda el seu segon treball (Finally We Are No One). Aquest mateix any Gyða Valtýsdóttir va deixar la banda per reprendre els seus estudis. La seva germana Ásthildur va assolir el lloc de cantant durant la gira que s'havia planejat, i poc després, Ásthildur i Kristín Valtýsdóttir van deixar la banda. Com a conseqüència es van incorporar a la banda Ólöf Arnalds i la nova cantant Hildur Guðnadóttir.
El 2004 van llençar el seu tercer àlbum (Summer Make Good) i el 2006 el seu quart LP (Go Go Smear The Poison Ivy).
El seu últim disc fins avui, Sing Along To Songs You Don't Know, va ser gravat durant 2008 i va sortir al mercat el 24 d'agost de 2009. 149 còpies fetes a mà van sortir a la venda només durant la seva gira pels Estats Units i el Canadà.

## Membres
- Gunnar Örn Tynes
- Örvar Þóreyjarson Smárason
- Ólöf Arnalds
- Hildur Guðnadóttir
- Sigurlaug Gisladóttir
- Samuli Kosminen
- Eiríkur Orri Olafsson

## Discografia

### Àlbums
- Yesterday Was Dramatic - Today Is OK (2000)
- Finally We Are No One / Loksins Erum Við Engin [Versió islandesa] (2002)
- Summer Make Good (2004)
- Go Go Smear The Poison Ivy (2007)
- Sing Along To Songs You Don't Know (2009)

### EPs
- The Ballað of the Broken Birdie Records (TMT, 2000)
- Dusk Log (Fat Cat Records, 2004)
- The Peel Session (Fat Cat Records, 2006) (Maida Vale 4 Studio 2002)

### Singles
- "Green Grass of Tunnel" (Fat Cat Records, 2002)
- "Nightly Cares" (Fat Cat Records, 2004)
- "They Made Frogs Smoke 'til They Exploded" (Fat Cat Records, 2007)
- "Marmalade Fires" (Fat Cat Records, 2007)